# 2,3-dihydrothiepine
2,3-dihydrothiepine is een heterocyclische organische verbinding met als brutoformule C6H8S. Het is een partieel verzadigde variant van thiepine.